# Châtillon-sur-Cluses
Châtillon-sur-Cluses ist eine französische Gemeinde mit 1215 Einwohnern (Stand 1. Januar 2022) im Département Haute-Savoie in der Region Auvergne-Rhône-Alpes.

## Bevölkerung
| Jahr                       | 1962 | 1968 | 1975 | 1982 | 1990 | 1999 |
| Einwohner                  | 587  | 521  | 766  | 858  | 1014 | 1061 |
| Quellen: Cassini und INSEE |      |      |      |      |      |      |

## Sport
Im Jahr 2022 soll die Tour de France auf der 10. Etappe durch Châtillon-sur-Cluses führen. Auf der Route de Marignier (D6) wird kurz vor dem Abzweiger auf die D902 mit der Côte de Châtillon-sur-Cluses (661 m) eine Bergwertung der 4. Kategorie abgenommen.